# Storstadsmelodi
Storstadsmelodi[källa behövs] är en tysk dramafilm från 1943 i regi av Wolfgang Liebeneiner. Huvudrollen spelas av regissörens fru Hilde Krahl. Filmen är till stora delar inspelad i Berlin, med många exteriörscener. Kort därefter gick andra världskriget in i en fas då Berlin började bombas intensivt.

## Handling
Renate är en ung fotograf som genom en slump lyckas ta några spektakulära bilder av ett flygplans nödlandning. Hon reser till Berlin för att få arbete som pressfotograf, men det blir inte så lätt som hon trott.

## Rollista
- Hilde Krahl - Renate Heiberg
- Werner Hinz - Dr. Rolf Bergmann
- Karl John - Klaus Nolte
- Paul Henckels - direktör Heinze
- Will Dohm - Dr. Pauske, bildredaktör
- Hilde Weissner - frau Hesse
- Otto Graf - Dr. Werner
- Peter Mosbacher - Katejan Orff
- Josef Eichheim - Alois Huber